# San Andrés del Rabanedo (ort)
San Andrés del Rabanedo är en ort i Spanien.   Den ligger i provinsen Provincia de León och regionen Kastilien och Leon, i den norra delen av landet, 290 km nordväst om huvudstaden Madrid. San Andrés del Rabanedo ligger 852 meter över havet och antalet invånare är 30 906.
Terrängen runt San Andrés del Rabanedo är platt åt sydost, men åt nordväst är den kuperad. Runt San Andrés del Rabanedo är det mycket tätbefolkat, med 2 028 invånare per kvadratkilometer. Närmaste större samhälle är León, 4,0 km öster om San Andrés del Rabanedo. Trakten runt San Andrés del Rabanedo består till största delen av jordbruksmark.